# Akrocentrisk

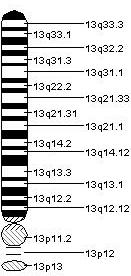
Kromosom 13 i människor är akrocentrisk (även 14, 15, 21 och 22).

Akrocentrisk är ett begrepp inom genetiken för en kromosom vars ena telomer är så kort, att centromeren verkar ligga vid kromosomens "topp".
Akrocentriska kromosomer är namn på kromosomerna 13, 14, 15, 21, 22.
Robertsonsk translokation sker när två akrocentriska kromosomer sammanfogas. Balanserad translokation är när den/de saknade kromosomen/kromosomerna inte ersätts, samt obalanserad är när kromosomerna/kromosomen ersatts. När sistnämnda sker sker en utvecklingsstörning, balanserad behöver inte ge några men.